# Холопцева Ганна Василівна
Га́нна Васи́лівна Холо́пцева (*4 березня1923 р., с. Водяники (нині Звенигородський район Черкаська область), УРСР, СРСР) — українська художниця декоративного мистецтва (килимарство), реставраторка.

## Життєпис
Закінчила Київське училище прикладного мистецтва 1949 року; художниця декоративно-прикладного мистецтва. Основам килимарства вчилася у Наталії Вовк та Марії Глущенко.
Створила такі килими та гобелени:
- «Портрет С. А. Ковпака» — 1949,
- «Хліб-сіль» — 1967,
- «Степом, степом» — 1969,
- «Дружечки-голубоньки» — 1970,
- «Мальви» — 1970,
- «Лісова пісня» — 1971,
- «Стільники» — 1990,
- «Святковий килим» — 1995;

Керамічні скульптури за мотивамм поезій Тараса Шевченка:
- «Сова» — 1961,
- «Тополя» — 1961—1964,
- «Катерина» — 1964.

Закінчила курси реставраторства в Москві, отримала диплом художника-реставратора темперного та олійного живопису.
25 років відпрацювала реставраторкою в Національному художньому музеї України в Києві.
1961 року з власної ініціативи відреставрувала чудотворну родову ікону князів Острозьких Богородиця Одигітрія в Свято-Троїцькому монастирі села Межиріч.
Входить до НСХУ з 1977 року.